# دينسور
دينسور (بالإنجليزية:  Dinsoor)‏ هي بلدة تقع في محافظة باي ،الصومال.